# Dąbrowica (Lublin)
Pour les articles homonymes, voir Dąbrowica.
Dąbrowica (prononciation : [dɔmbrɔˈvit͡sa]) est un village polonais de la gmina de Jastków dans le powiat de Lublin de la voïvodie de Lublin dans l'est de la Pologne.
Il se situe à environ 6 kilomètres au sud de Jastków (siège de la gmina) et 9 kilomètres à l'ouest de Lublin (siège du powiat et capitale de la voïvodie).
Le village compte une population d'environ 1 095 habitants.

## Histoire
De 1975 à 1998, le village est attaché administrativement à l'ancienne Voïvodie de Lublin.

Depuis 1999, il fait partie de la nouvelle voïvodie de Lublin.